# Ljusterapi

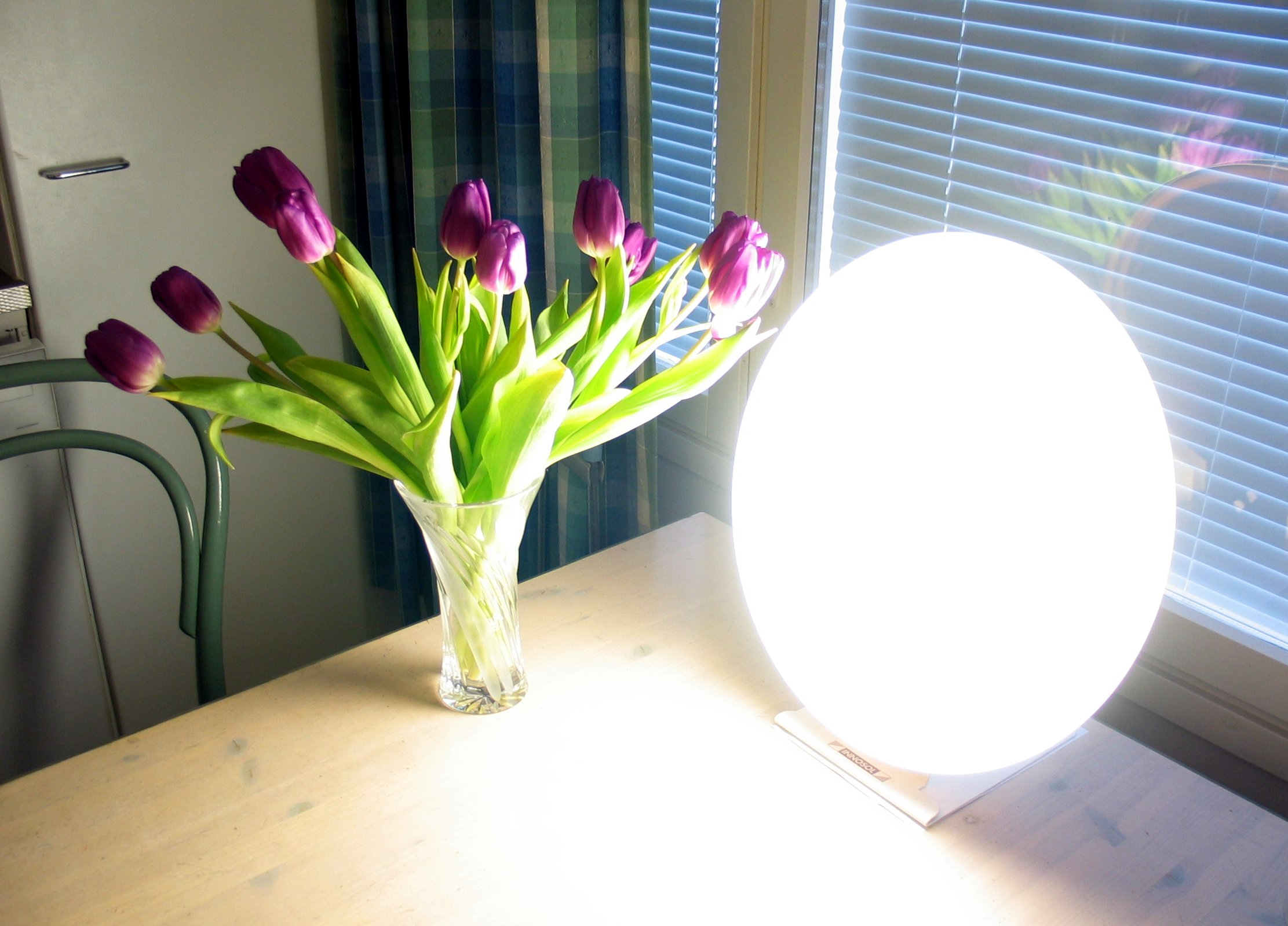
Kraftigt ljus används mot årstidsbunden depression.

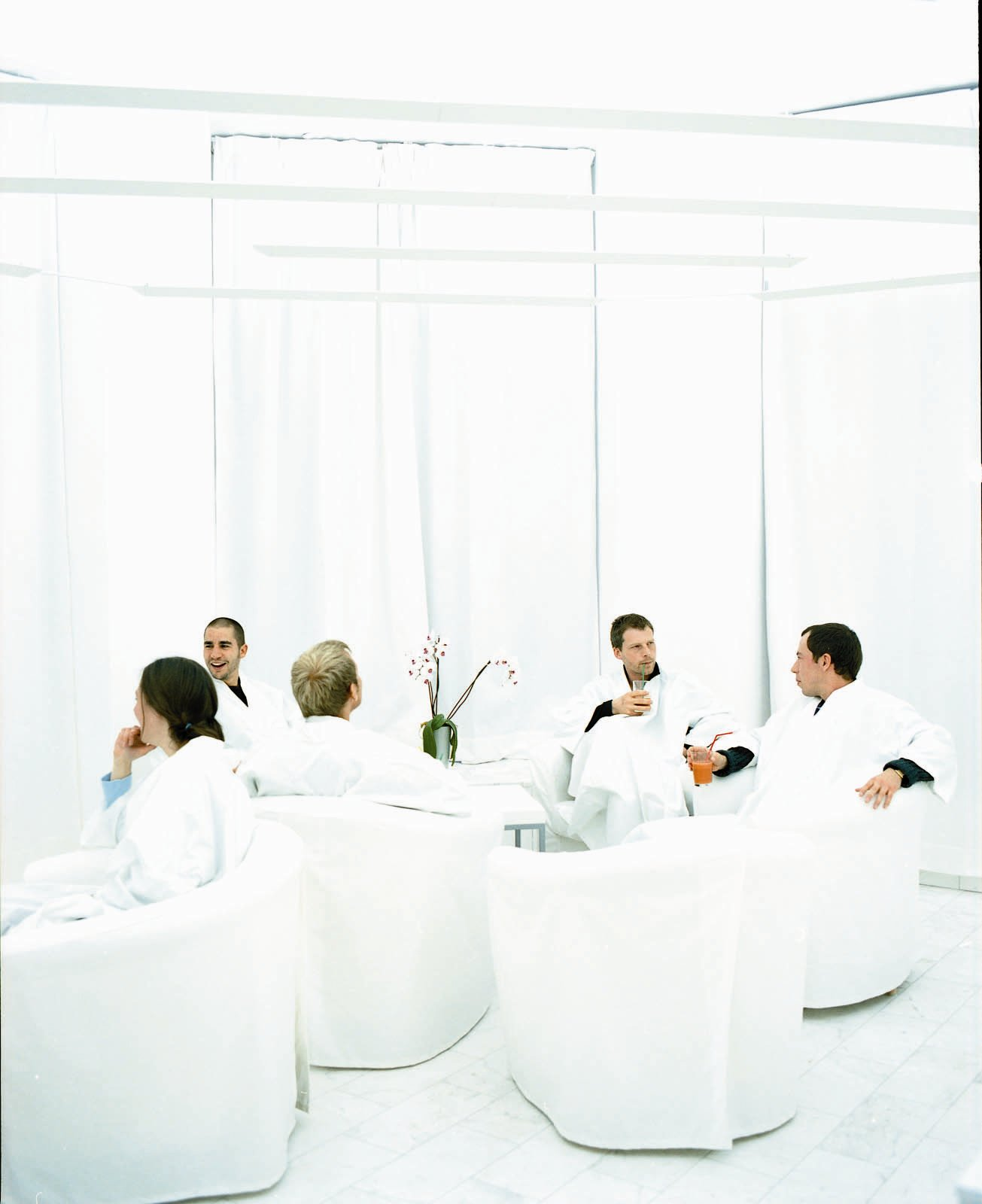
Ljusrummet på Iglo Ljuscafé (nedlagt sedan 2011) i Stockholm.

Ljusterapi är en terapiform med ljusbestrålning mot höst- och vinterdepressioner och andra affektiva störningar. Om ljusterapin kombineras med vakenhetsterapi, kallas det kronoterapi.
Ljusterapi anses fungera mot depressioner som har samband med bristen på ljus under den mörka årstiden.[källa behövs] Man kan också ha nytta av behandling med ljus, till exempel 10 000 lux, om man lider av så kallat försenat sömnfassyndrom, en dygnsrytmsjukdom. Ljusterapi går ut på att man utsätts för kraftigt ljussken under en längre tid, antingen via en ljusbox eller i ett ljusrum (ljusterapirum).
Ljusrum finns på flera sjukhus i Sverige. Ljuset i ett ljusrum är indirekt och vanligen används lysrör med hög färgtemperatur och god spektralfördelning som ljuskälla (så kallade dagsljuslysrör eller fullspektrumlysrör). Ljusstyrkan i ett ljusrum ligger normalt mellan 2000 och 4000 lux, vilket är ca 10 gånger mer än ljuset i ett kontorsrum. Vanligen vistas man i ett ljusrum 1-2 timmar per tillfälle. Det finns även ljuskaféer, där människor kan självmedicinera med ljusterapi. 
Statens beredning för medicinsk utvärdering (SBU) utvärderade 2007 systematiskt de vetenskapliga studier av ljusterapi som fanns och drog slutsatsen att det fortfarande saknas tillfredsställande forskningsstudier för att kunna påstå att behandling med ljusterapi har någon effekt på vare sig årstidsbunden depression eller depression. SBU drog slutsatsen att större studier av behandling med ljusterapi behövde göras för att tillförlitliga slutsatser skall kunna dras.
Enligt SBU bör behandling i ljusterapirum ses som experimentell, eftersom det inte har visats att behandlingen hjälper bättre än placebo. Befintliga studier visar ingen skillnad gentemot placebo i andel patienter som uppnår en minst 50-procentig förbättring, och resultaten är motstridiga vad gäller andelen som blir helt bra från depressionen. Värdet av ljusterapi kunde år 2007 vare sig förkastas eller bekräftas.
I Socialstyrelsens nationella riktlinjer för vård vid depression och ångestsyndrom från 2021 avråder myndigheten från ljusterapi vid depression såväl som vid årstidsbunden depression. Socialstyrelsen anger i likhet med SBU att det vetenskapliga underlaget är otillräckligt samt att andra effektiva behandlingsmetoder finns att tillgå.

## Dermatologisk ljusterapi
Blå ljusterapi är en form av ljusbehandling för mild till måttlig plackpsoriasis. Behandlingen sker med kortvågiga LED-lampor. Den blåa ljusbehandlingen är en UV-fri ljusbehandling för mild till måttlig plackpsoriasis. Ljusbehandlingen kallas blå eftersom dess korta ljusvågor med vågfrekvens 453 nm, ser blå ut för det mänskliga ögat. Ljusstrålarna innehåller inte skadliga UVA och UVB-strålar, som många andra psoriasis ljusbehandlingar och behandlingen är gift- och kemikaliefri samt skonsam mot huden.
Uppfinnarna bakom det ursprungliga blåa LED-ljuset tilldelades Nobelpriset i fysik då ljuset är mer energieffektivt och miljövänligt än normalt ljus. Idag får man den blåa ljusbehandlingen genom en bärbar ljuslampa som man kan använda hemma. Lampan behandlar med effekten av 40 små högeffektiva LED-dioder.
Hur blå ljusbehandling fungerar
Det blåa LED-ljuset stimulerar en rad naturliga processer, som huden har svårt att själv reglera när man har psoriasis. Ljuset reducerar inflammationstillståndet i huden och dämpar överproduktion av hudceller, keratinocyter, som skapar det fjällande lagret av hud som vanligtvis karakteriserar plackpsoriasis. Härmed minskar de obehagliga symptom såsom förtjockning, rodnad och fjällning av huden på de psoriasisfläckar som behandlas med ljuset.
Forskningen bakom blå ljusbehandling
Det blåa ljuset har testats för sina effekter genom en rad medicinska studier. Den första studien visade att blått ljus med våglängden 453 nm har en positiv effekt på plackpsoriasis, som beskrivits ovan. I andra studier följde man patienter och behandlade dem med blått ljus i 4 respektive 12 veckor.
Vem kan använda blå ljusbehandling
Som ett nytt område inom ljusbehandling för psoriasis är det blåa ljuset speciellt utformad för att behandla mild till måttlig plackpsoriasis. Vanligtvis innehåller psoriasis ljusbehandling nämligen UV-strålar och erbjuds därför oftast endast till patienter med svår psoriasis. Biverkningarna från strålningen är annars för stora för att behandlingen ska kunna försvaras i förhållande till generna från sjukdomen. Blå ljusbehandling är utan UV-strålar och kan därför användas av patienter med mild till måttlig plackpsoriasis.[källa behövs]
Vilka biverkningar har blå ljusterapi
Studierna om blå ljusbehandling har visat att LED-ljuset inte är skadligt för huden. Ljuset verkar utan att använda aktiva ingredienser och kemikalier, och därför undgår man de biverkningar som det annars kunde ha orsakat. I studien, som genomfördes i juni 2014 med 50 patienter på universitetssjukhuset i Aachen i Tyskland, upptäckte man inga negativa biverkningar med den blåa ljusterapin.